# Kasper Junker
Kasper Junker (Vinding, 5 marzo 1994) è un calciatore danese, attaccante del Nagoya Grampus.

## Caratteristiche tecniche
Centravanti, può giocare anche come esterno d'attacco a sinistra.

## Carriera

### Club
Il 9 agosto 2019, i norvegesi dello Stabæk hanno reso noto d'aver tesserato Junker con la formula del prestito, fino al termine della stagione.
Il 17 dicembre 2019 è stato ufficialmente ingaggiato dal Bodø/Glimt, che lo ha acquistato dall'Horsens a titolo definitivo: il giocatore ha firmato un contratto triennale col nuovo club.
Il 1º aprile 2021 è stata resa nota la sua cessione a titolo definitivo ai giapponesi degli Urawa Red Diamonds.

## Statistiche

### Presenze e reti nei club
Statistiche aggiornate al 7 luglio 2025.
| Stagione                  | Squadra                   | Campionato                | Campionato | Campionato | Coppe nazionali | Coppe nazionali | Coppe nazionali | Coppe continentali | Coppe continentali | Coppe continentali | Altre coppe | Altre coppe | Altre coppe | Totale | Totale |
| Stagione                  | Squadra                   | Comp                      | Pres       | Reti       | Comp            | Pres            | Reti            | Comp               | Pres               | Reti               | Comp        | Pres        | Reti        | Pres   | Reti   |
| ------------------------- | ------------------------- | ------------------------- | ---------- | ---------- | --------------- | --------------- | --------------- | ------------------ | ------------------ | ------------------ | ----------- | ----------- | ----------- | ------ | ------ |
| 2013-2014                 | Randers                   | SL                        | 5          | 0          | CD              | 0               | 0               | -                  | -                  | -                  | -           | -           | -           | 5      | 0      |
| 2014-2015                 | Randers                   | SL                        | 4          | 0          | CD              | 1               | 1               | -                  | -                  | -                  | -           | -           | -           | 5      | 1      |
| 2015-2016                 | Randers                   | SL                        | 8          | 0          | CD              | 3               | 3               | -                  | -                  | -                  | -           | -           | -           | 11     | 3      |
| Totale Randers            | Totale Randers            | Totale Randers            | 17         | 0          |                 | 4               | 4               |                    | -                  | -                  |             | -           | -           | 21     | 4      |
| 2016-2017                 | Aarhus                    | SL                        | 21+5+4     | 3+0+2      | CD              | 3               | 4               | -                  | -                  | -                  | -           | -           | -           | 33     | 9      |
| 2017-2018                 | Aarhus                    | SL                        | 20+5+3     | 2+1+1      | CD              | 1               | 0               | -                  | -                  | -                  | -           | -           | -           | 29     | 4      |
| lug.-ago. 2018            | Aarhus                    | SL                        | 7          | 0          | CD              | 0               | 0               | -                  | -                  | -                  | -           | -           | -           | 7      | 0      |
| Totale Aarhus             | Totale Aarhus             | Totale Aarhus             | 48+10+7    | 5+1+3      |                 | 4               | 4               |                    | -                  | -                  |             | -           | -           | 69     | 13     |
| 2018-2019                 | Horsens                   | SL                        | 17+5+2     | 3+0+0      | CD              | 1               | 0               | -                  | -                  | -                  | -           | -           | -           | 24     | 3      |
| lug.-ago. 2019            | Horsens                   | SL                        | 3          | 0          | CD              | 0               | 0               | -                  | -                  | -                  | -           | -           | -           | 3      | 0      |
| Totale Horsens            | Totale Horsens            | Totale Horsens            | 20+5+2     | 3+0+0      |                 | 1               | 0               |                    | -                  | -                  |             | -           | -           | 27     | 3      |
| ago.-dic. 2019            | Stabæk                    | E                         | 12         | 6          | CN              | 0               | 0               | -                  | -                  | -                  | -           | -           | -           | 12     | 6      |
| 2020                      | Bodø/Glimt                | E                         | 25         | 27         | -               | -               | -               | UEL                | 1                  | 1                  | -           | -           | -           | 26     | 28     |
| 2021                      | Urawa Reds                | J1                        | 21         | 9          | CI+CdL          | 5+6             | 3+4             | -                  | -                  | -                  | -           | -           | -           | 32     | 16     |
| 2022                      | Urawa Reds                | J1                        | 21         | 7          | CI+CdL          | 0+3             | 0+0             | ACL                | 6                  | 4                  | SG          | -           | -           | 30     | 11     |
| Totale Urawa Red Diamonds | Totale Urawa Red Diamonds | Totale Urawa Red Diamonds | 42         | 16         |                 | 14              | 7               |                    | 6                  | 4                  |             | -           | -           | 62     | 27     |
| 2023                      | Nagoya Grampus            | J1                        | 33         | 16         | CI+CdL          | 3+6             | 0+1             | -                  | -                  | -                  | -           | -           | -           | 42     | 17     |
| 2024                      | Nagoya Grampus            | J1                        | 19         | 4          | CI+CdL          | 0+5             | 0+0             | -                  | -                  | -                  | -           | -           | -           | 24     | 4      |
| 2025                      | Nagoya Grampus            | J1                        | 7          | 0          | CI+CdL          | 1+0             | 0+0             | -                  | -                  | -                  | -           | -           | -           | 8      | 0      |
| Totale Grampus            | Totale Grampus            | Totale Grampus            | 59         | 20         |                 | 15              | 1               |                    | -                  | -                  |             | -           | -           | 74     | 21     |
| Totale carriera           | Totale carriera           | Totale carriera           | 247        | 81         |                 | 38              | 16              |                    | 7                  | 5                  |             | -           | -           | 292    | 102    |

## Palmarès

### Club
- The Atlantic Cup: 1

Aarhus: 2018
- Campionato norvegese: 1

Bodø/Glimt: 2020
- Coppa dell'Imperatore: 1

Urawa Red Diamonds: 2021
- Supercoppa del Giappone: 1

Urawa Red Diamonds: 2022

### Individuale
- Capocannoniere dell'Eliteserien: 1

2020 (27 gol)
- Capocannoniere della Coppa J. League: 1

2021 (4 gol, a pari merito con Adaílton, Shō Inagaki e Teruhito Nakagawa)